# Страутманис, Аугуст
Аугуст Индрикович Страутманис (латыш. Augusts Strautmanis; 11 июля 1907, Рига, Российская империя — 8 января 1990, Икшкиле, Латвия) — латвийский и советский шахматист, чемпион Латвии по шахматам в 1948 году.

## Карьера шахматиста
Играть в шахматы Аугуста Страутманиса научил отец. Уже в 1926 году во Втором шахматном конгрессе Латвии (так тогда официально назывались чемпионаты Латвии по шахматам) юный шахматист занял четвёртое место за Фрицисом Апшениекам, Теодором Бергом и Владимиром Петровым. Этот успех обеспечил ему участие в составе первой команды Латвии, которая дебютировала на Всемирной шахматной олимпиаде в Гааге в 1928 году. Аугуст Страутманис играл на второй доске и набрал 7,5 очков из 16 возможных (+6, =3, -7). В 1938/1939 годах проходил первый чемпионат Латвии по молниеносной игре, в разных стадиях которого участвовало 1319 участников, но финал соревнования закончился победой Аугуста Страутманиса. В годы Второй Мировой войны он становится чемпионом Риги в 1943 году и делит третье шестое место в чемпионате Латвии того же года. После окончания войны Аугуст Страутманис успешно участвует в послевоенных чемпионатах Латвии - занимает второе место в 1946 году (победил Александр Кобленц), а в 1948 году после победы в дополнительном матче над Игорем Ждановым становится чемпионом. В том же 1948 году Аугуст Страутманис в составе команды Латвии принимает участие в полуфинале командного чемпионата СССР в Риге. Потом в 1949 году ещё следует дележ третьего четвертого места на чемпионате Латвии по шахматам, а в последний раз он играет в финале чемпионата в 1951 году. Позднее Аугуст Страутманис прекращает активное участие в шахматных турнирах, но, когда в городе Талси была основана спортивная школа, то он становится первым тренером в шахматной секции.

## Карьера юриста и личная жизнь
Аугуст Страутманис закончил Вторую Рижскую гимназию в 1926 году и поступил в Латвийский университет, где окончил факультет народного хозяйства и юридического права. После окончания университета работал помощником адвоката и юрисконсультом в Министерстве транспорта Латвии. Женился в 1936 году, в семье было четверо детей. После войны жил в латвийском городе Талси, где стал известным адвокатом. Увлекался также литературой.